# کروت ریور (ساسکاچوان)
کروت ریور (به انگلیسی: Carrot River) یک منطقهٔ مسکونی در کانادا است که در ساسکاچوان واقع شده‌است. کروت ریور ۱٬۰۰۰ نفر جمعیت دارد و ۳۵۸٫۱۴ متر بالاتر از سطح دریا واقع شده‌است.